# 欣塔·穆利亚·萨里
欣塔·穆利亚·萨里（Shinta Mulia SARI，1988年6月14日—），新加坡女子羽毛球運動員，兩個兄長亨德利·庫爾尼亞萬·薩帕特拉和亨德拉·維加亞都是新加坡羽毛球運動員。

## 簡歷
2008年北京奧運會後，名將江彥媚/李羽佳退役，欣塔·穆利亚·萨里和搭檔姚蕾成為新加坡羽毛球的頭號女雙。
2010年6月，其時世界排名第14的萨里/姚蕾組合出戰新加坡羽毛球超級賽，先後打敗法國、丹麥和印度的選手，更在準決賽以2比1（11-21、21-18、21-19）反勝中華臺北名將程文欣/簡毓瑾組合。決賽中，萨/姚面對南韓名將李孝貞/金旼貞再度表現出色，連勝兩局（21-17、22-20），首次奪得世界羽聯超級系列賽的冠軍。
2010年11月，欣塔·穆利亚·萨里代表新加坡出戰廣州亞運會，參加羽毛球比賽的女子雙打項目（夥拍姚蕾）。
2015年8月，欣塔·穆利亚·萨里參加印尼雅加達舉行的世界羽毛球錦標賽，與梁语嫣合作出戰女子雙打項目，首圈就以1比2（21-19、20-22、19-21）不敵馬來西亞的李明艷/林芸如出局。

## 主要比賽成績
只列出曾進入準決賽的國際賽事成績：
| 年份   | 賽事                     | 公開賽級別 | 項目     | 拍檔   | 成績   |
| ------ | ------------------------ | ---------- | -------- | ------ | ------ |
| 2007年 | 荷蘭羽毛球大獎賽         | 大獎賽     | 女子雙打 | 梁语嫣 | 準決賽 |
| 2008年 | 印度羽毛球黃金大獎賽     | 黃金大獎賽 | 女子雙打 | 姚蕾   | 準決賽 |
| 2008年 | 中華台北羽毛球黃金大獎賽 | 黃金大獎賽 | 女子雙打 | 姚蕾   | 準決賽 |
| 2008年 | 越南羽毛球大獎賽         | 大獎賽     | 女子雙打 | 姚蕾   | 冠軍   |
| 2009年 | 新加坡羽毛球國際系列賽   | 國際系列賽 | 女子雙打 | 姚蕾   | 亞軍   |
| 2010年 | 羅馬尼亞羽毛球國際賽     | 國際系列賽 | 女子雙打 | 姚蕾   | 冠軍   |
| 2010年 | 波蘭羽毛球國際賽         | 國際挑戰賽 | 女子雙打 | 姚蕾   | 冠軍   |
| 2010年 | 新加坡羽毛球超級賽       | 超級賽     | 女子雙打 | 姚蕾   | 冠軍   |
| 2010年 | 美國羽毛球黃金大獎賽     | 黃金大獎賽 | 女子雙打 | 姚蕾   | 準決賽 |
| 2011年 | 越南羽毛球大獎賽         | 大獎賽     | 女子雙打 | 姚蕾   | 亞軍   |
| 2011年 | 哈爾科夫羽毛球國際賽     | 國際挑戰賽 | 女子雙打 | 姚蕾   | 冠軍   |
| 2011年 | 比利時羽毛球國際賽       | 國際挑戰賽 | 女子雙打 | 姚蕾   | 冠軍   |
| 2011年 | 荷蘭羽毛球大獎賽         | 大獎賽     | 女子雙打 | 姚蕾   | 亞軍   |
| 2011年 | 印度羽毛球大獎賽         | 大獎賽     | 女子雙打 | 姚蕾   | 冠軍   |
| 2011年 | 韓國羽毛球黃金大獎賽     | 黃金大獎賽 | 女子雙打 | 姚蕾   | 亞軍   |
| 2012年 | 馬來西亞羽毛球黃金大獎賽 | 黃金大獎賽 | 女子雙打 | 姚蕾   | 亞軍   |
| 2012年 | 碧特博格羽毛球黃金大獎賽 | 黃金大獎賽 | 女子雙打 | 姚蕾   | 準決賽 |
| 2012年 | 印度羽毛球黃金大獎賽     | 黃金大獎賽 | 女子雙打 | 姚蕾   | 準決賽 |
| 2013年 | 馬來西亞羽毛球超級賽     | 超級賽     | 女子雙打 | 姚蕾   | 準決賽 |
| 2013年 | 新加坡羽毛球國際系列賽   | 國際系列賽 | 女子雙打 | 姚蕾   | 冠軍   |
| 2013年 | 印尼羽毛球黃金大獎賽     | 黃金大獎賽 | 女子雙打 | 姚蕾   | 準決賽 |
| 2013年 | 倫敦羽毛球黃金大獎賽     | 黃金大獎賽 | 女子雙打 | 姚蕾   | 準決賽 |
| 2013年 | 韓國羽毛球黃金大獎賽     | 黃金大獎賽 | 女子雙打 | 姚蕾   | 準決賽 |
| 2014年 | 中國羽毛球大師賽         | 黃金大獎賽 | 女子雙打 | 姚蕾   | 準決賽 |
| 2014年 | 英聯邦運動會羽毛球比賽   | 其他       | 混合團體 | －     | 銅牌   |
| 2015年 | 東南亞運動會羽毛球比賽   | 其他       | 女子團體 | －     | 銅牌   |
| 2015年 | 印度羽毛球國際挑戰賽     | 國際挑戰賽 | 女子雙打 | 陈薇涵 | 準決賽 |
| 2019年 | 蒙古國羽毛球國際賽       | 國際挑戰賽 | 女子雙打 | 黄嘉盈 | 冠軍   |
| 2019年 | 東南亞運動會羽球比賽     | 其他       | 女子團體 | －     | 銅牌   |

| 2007-2017年 | 首要超級賽 | 超級賽 | 黃金大獎賽 | 大獎賽 | 國際挑戰賽 | 國際系列賽 | 未來系列賽 | 其他 |

| 2018-2026年 | 總決賽 | 超級1000賽 | 超級750賽 | 超級500賽 | 超級300賽 | 超級100賽 | 國際挑戰賽 | 國際系列賽 | 未來系列賽 | 其他 |

### 奧運會和世錦賽參賽紀錄
|          | 搭檔   | 2005        | 2006 | 2007 | 2008 | 2009 | 2010 | 2011 | 2012       | 2013 | 2014 | 2015 |
| -------- | ------ | ----------- | ---- | ---- | ---- | ---- | ---- | ---- | ---------- | ---- | ---- | ---- |
| 女子雙打 | 邢爱英 | 64強 (退賽) | －   | －   | －   | －   | －   | －   | －         | －   | －   | －   |
| 女子雙打 | 梁语嫣 | －          | －   | 32強 | －   | －   | －   | －   | －         | －   | －   | 48強 |
| 女子雙打 | 姚蕾   | －          | －   | －   | －   | 16強 | 16強 | 16強 | 小組第四名 | －   | －   | －   |